# 4.19민주묘지역
4.19민주묘지(덕성여자대)역(April 19th National Cemetery(Deokseong Women's Univ.)Station, 4.19民主墓地(德成女子大)驛)은 서울특별시 강북구 우이동에 위치한 서울 경전철 우이신설선의 지하철역이다. 인근에 덕성여자대학교 서울캠퍼스가 있다.

## 역사
- 2017년 3월 2일 : 4.19민주묘지역으로 역명 결정[1]
- 2017년 9월 2일 : 서울 경전철 우이신설선 개통과 함께 영업 개시

## 역 구조
2면 2선의 상대식 승강장을 갖추고 있으며, 스크린도어가 설치되어 있다.

### 승강장
| 솔밭공원 ↑ |
| \| 상      |
| ↓ 가오리   |

| 상행 | ● 서울 경전철 우이신설선 | 북한산우이 방면 |
| 하행 | ● 서울 경전철 우이신설선 | 신설동 방면     |

## 역 주변
| 나가는 곳 | 방면                                                    |
| --------- | ------------------------------------------------------- |
| 1         | 덕성여자대학교 효문중학교 효문고등학교 서울백운초등학교 |
| 2         | 국립4.19민주묘지 우이동주민센터 솔밭근린공원            |

## 사진

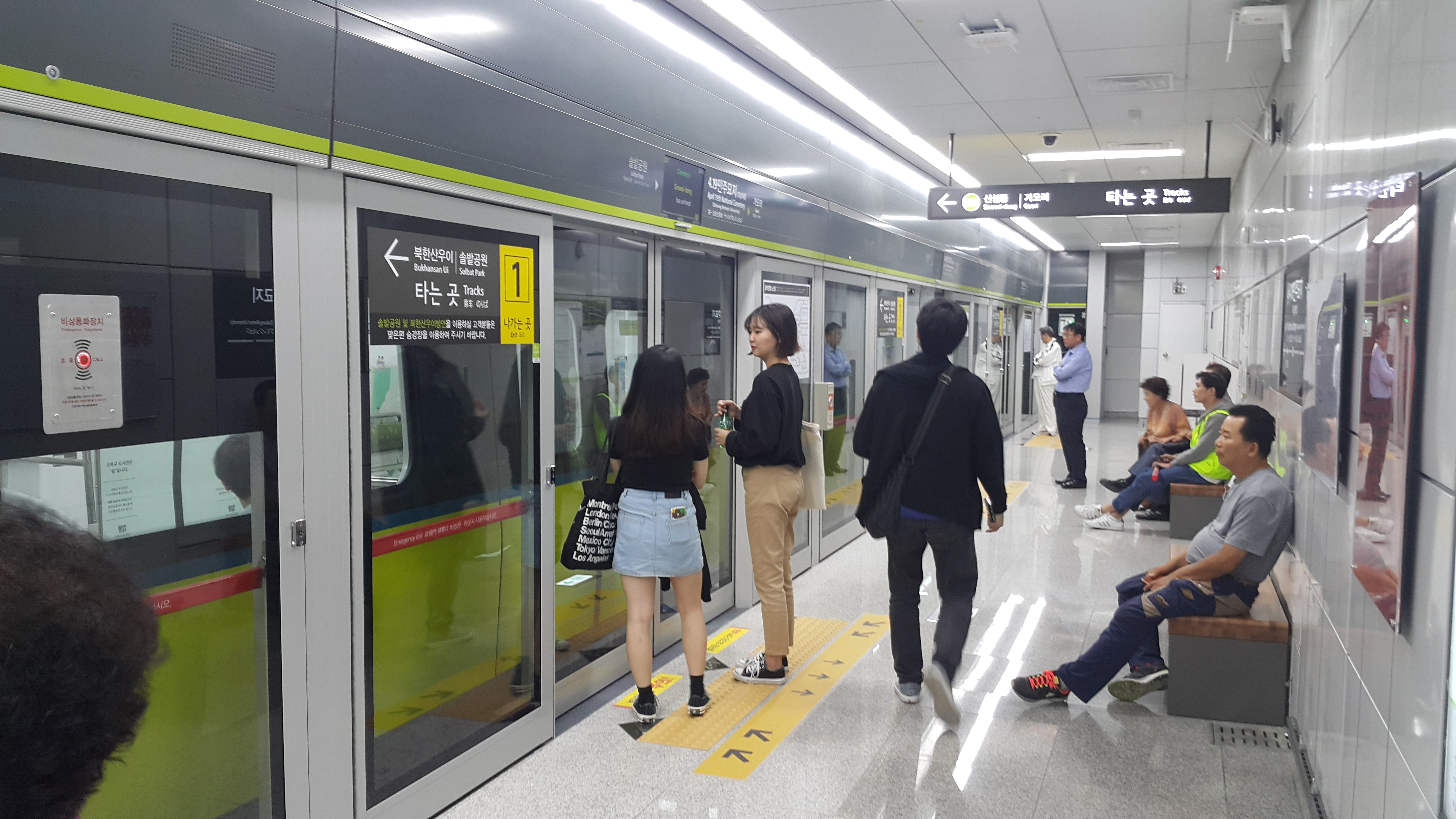
승강장
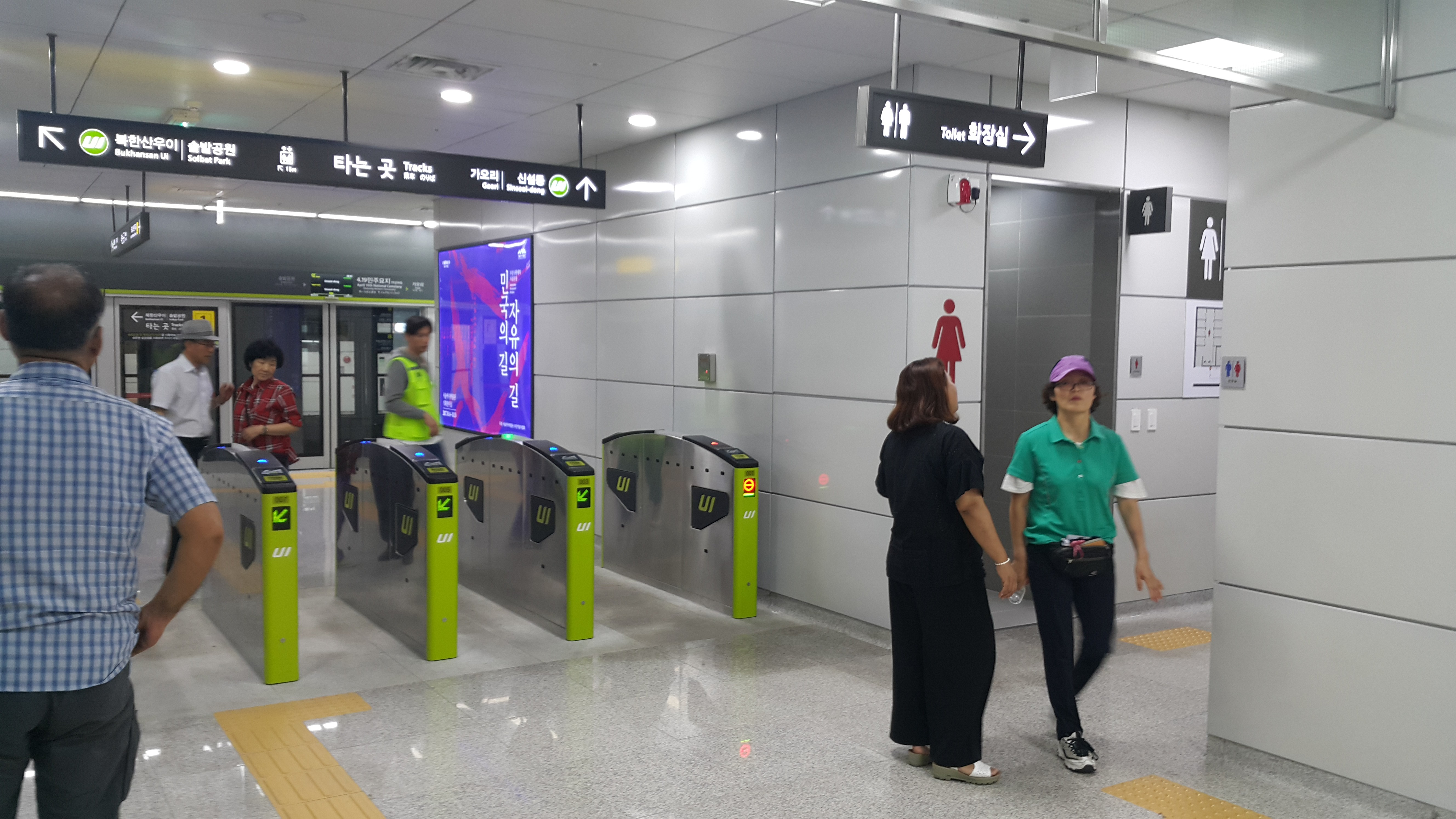
개찰구

## 인접한 역
| 서울 경전철 우이신설선   | 서울 경전철 우이신설선   | 서울 경전철 우이신설선 |
| ------------------------ | ------------------------ | ---------------------- |
| 솔밭공원 북한산우이 방면 | ● 서울 경전철 우이신설선 | 가오리 신설동 방면     |